# Choca-barrada-do-nordeste
Choca-barrada-do-nordeste (nome científico: Thamnophilus capistratus) é uma espécie de ave pertencente à família dos tamnofilídeos. É uma ave endêmica da caatinga e que possui dimorfismo sexual..